# Dunajánosháza
Dunajánosháza, a közhasználatban Jánosháza, (szlovákul Jánovce) község  Szlovákiában, a Nagyszombati kerületben, a Galántai járásban.

## Fekvése

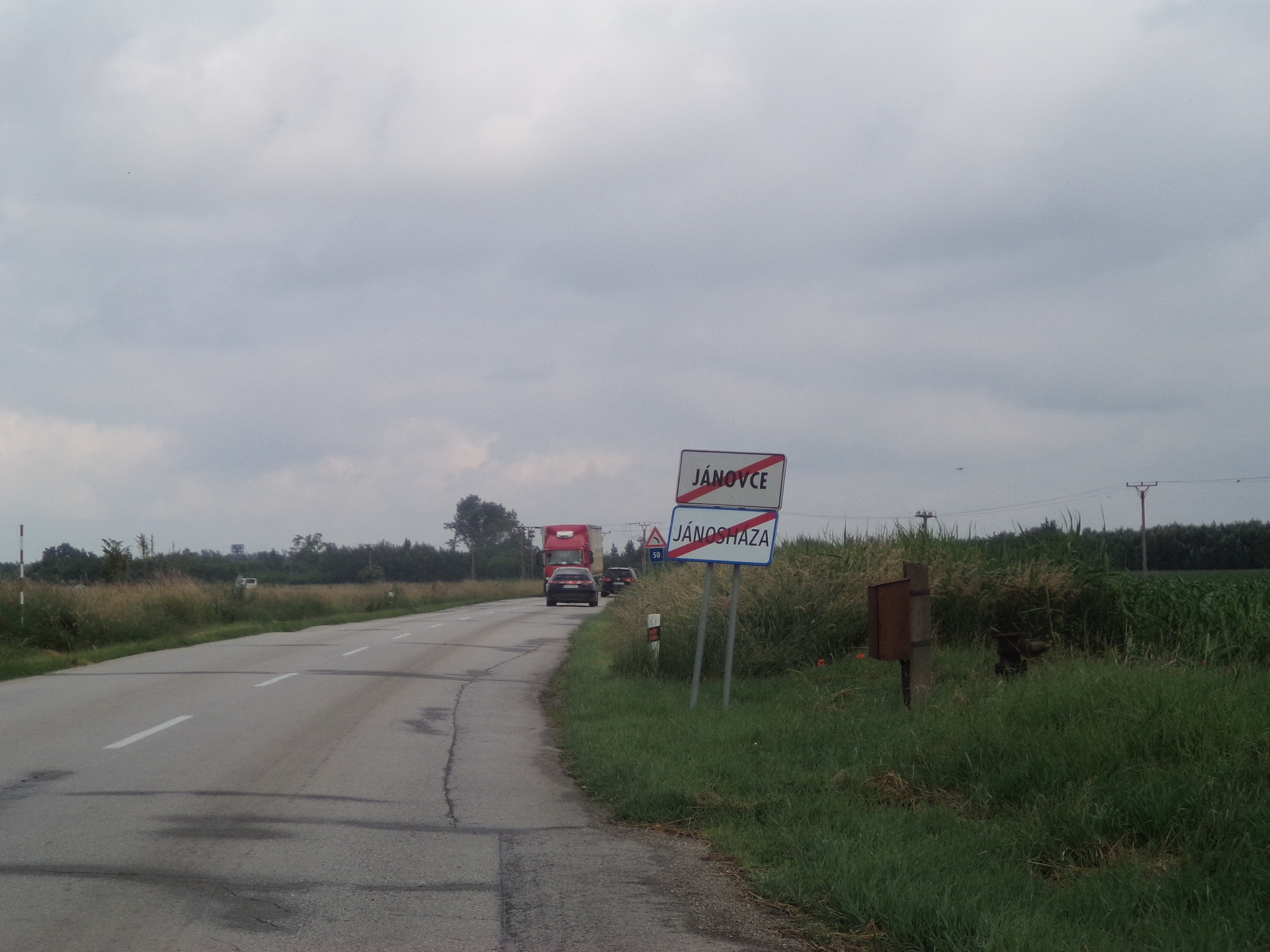

Szenctől 12 km-re délkeletre fekszik, 121 m-es tengerszint feletti magasságban. A legközelebbi község Nagyfödémes (3,5 km-re nyugatra). A falun áthalad a Szenc-Nagyfödémes országút.

## Története

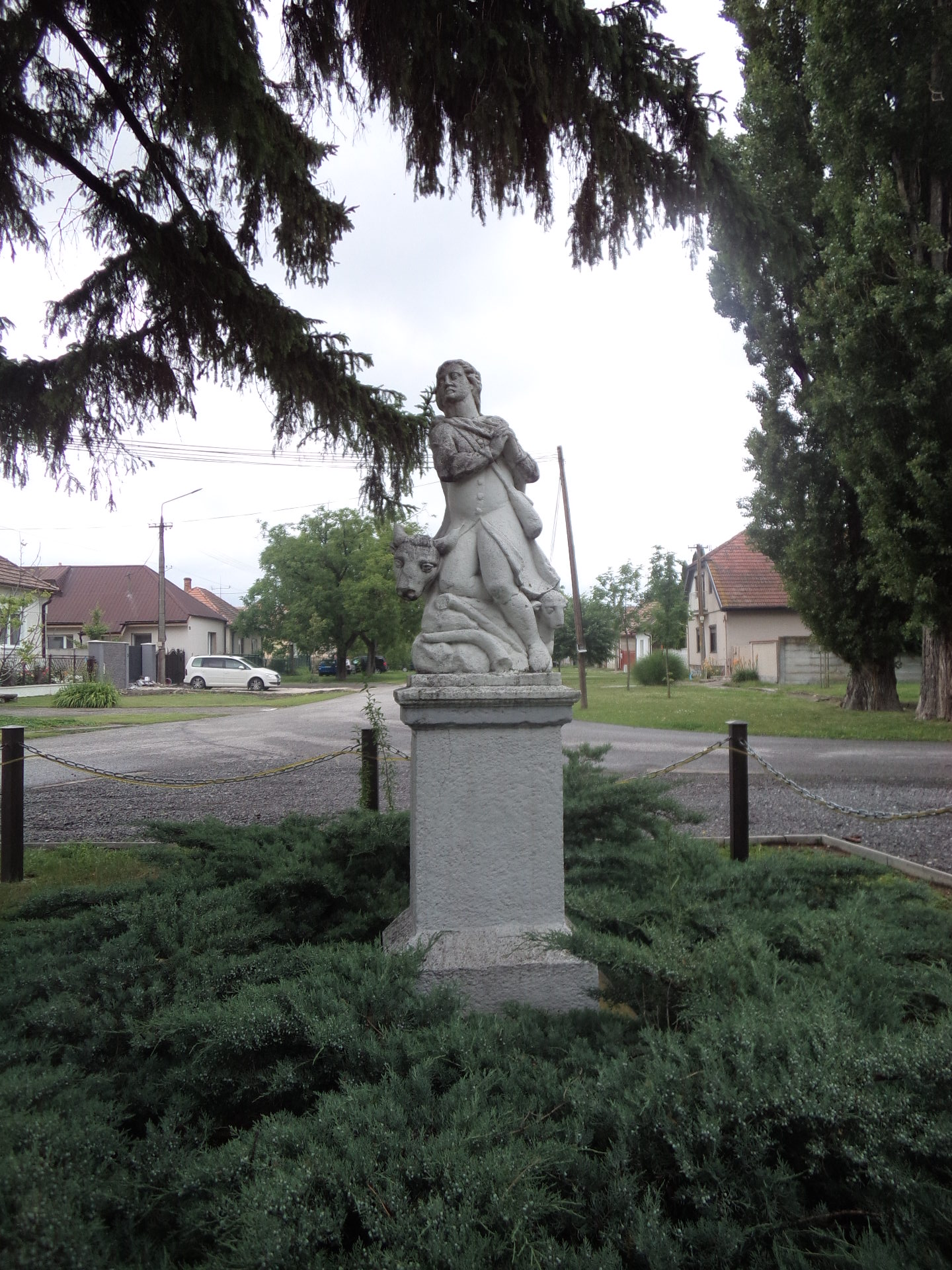
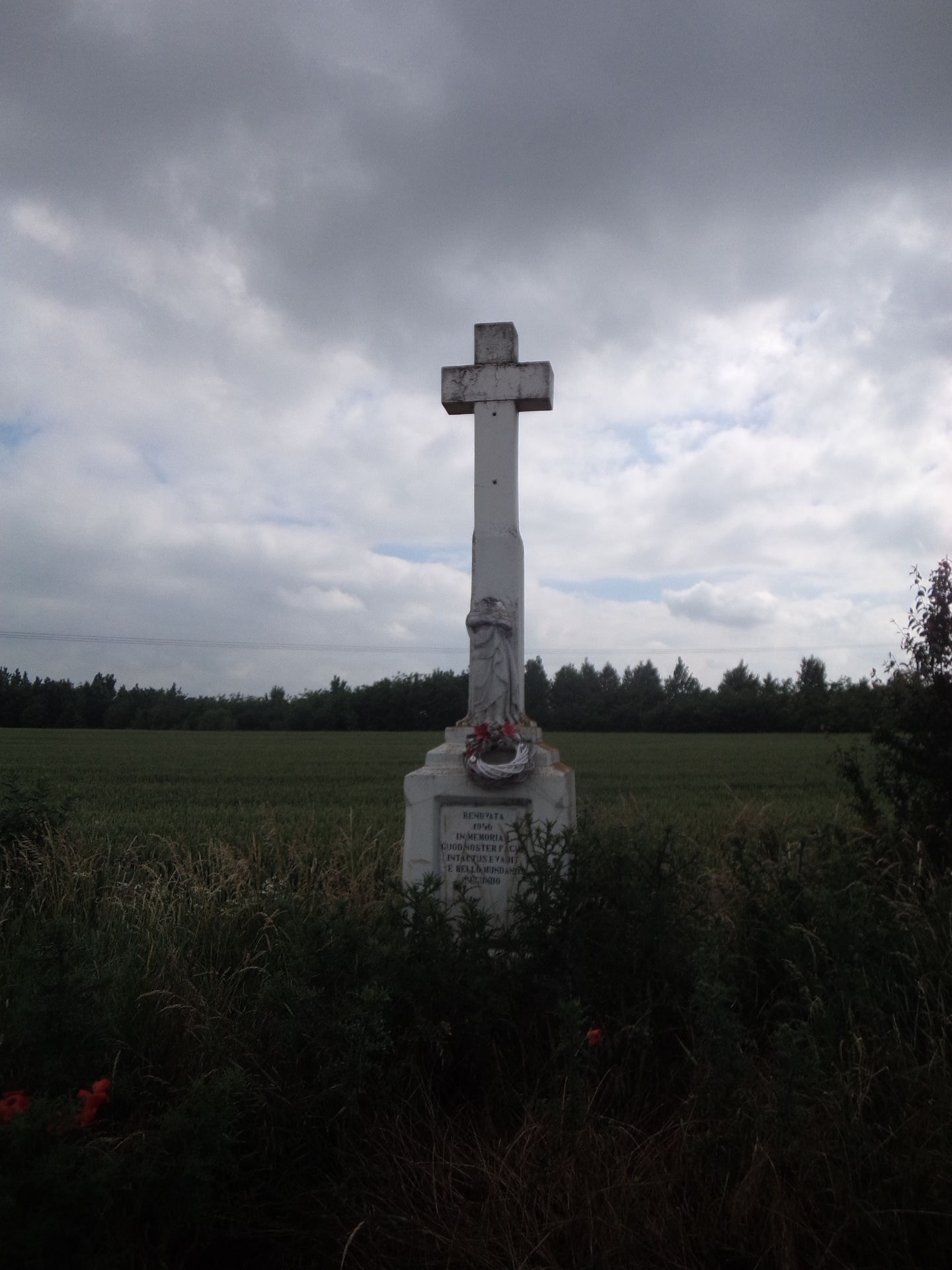
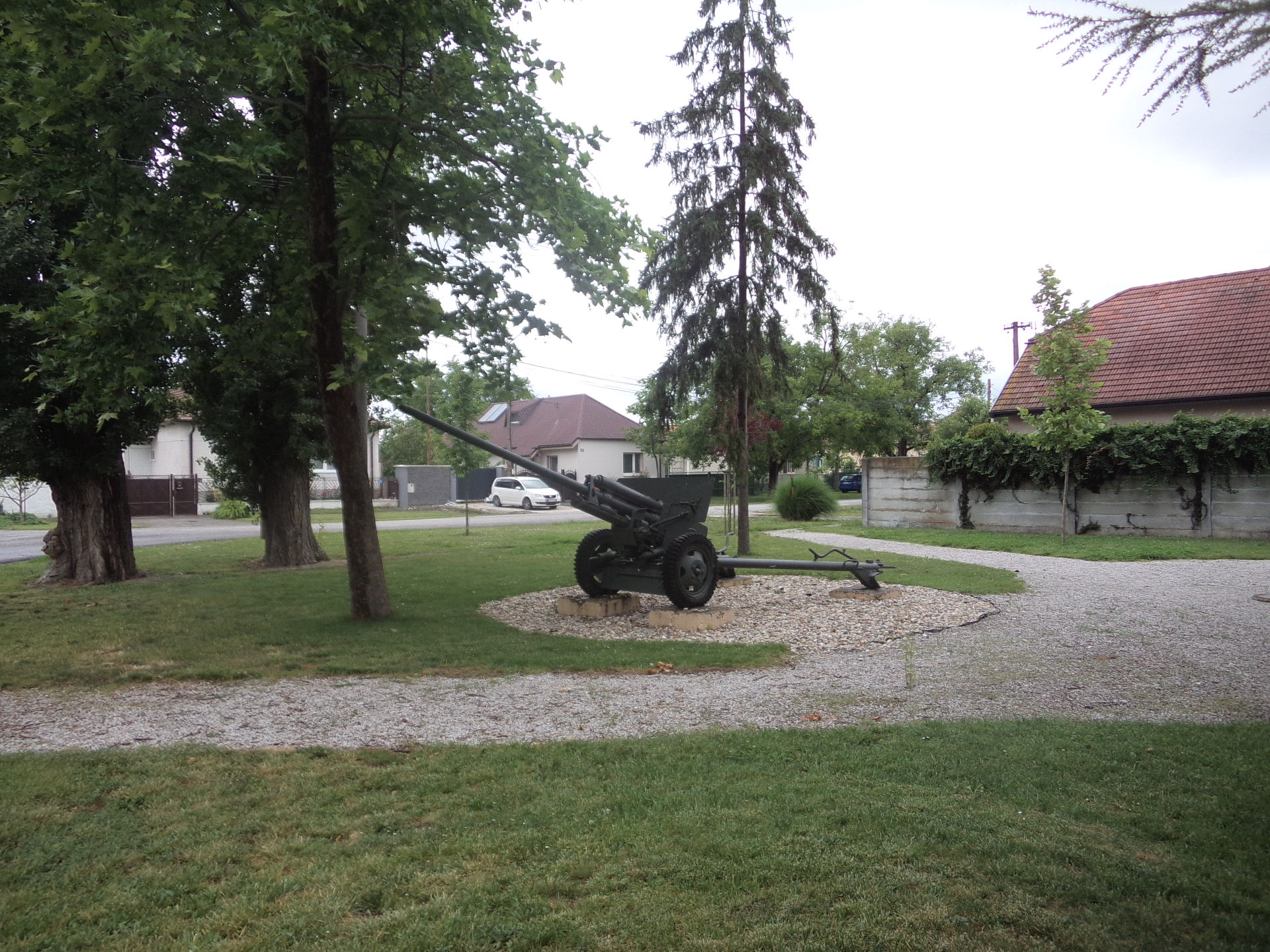

Bár a helyén álló települést 1289-ben említik először, a mai település csupán 1792-ben  létesült. Pállfy János gróf, az akkori földbirtokos jobbágyokat telepített itt le, a falu a nevét is róla kapta.
Vályi András szerint "JÁNOSHÁZA. Máskép Apátza Körmösd. Elegyes falu Posony Várm. földes Aszszona G. Pálfy János Özvegye, fekszik Födémes, Újhely Jóka, Borsava, és Királyfalva között, a’ fekete víz mellett; határja középszerű."
Fényes Elek szerint "Jánosháza, magyar falu, Pozsony vmegyében, a kis Dunán tul, N. Födémeshez 3 fertálynyira. Lakja 130 kath. F. u. gr. Pálffy Ferencz. Ut. p. Cseklész."
A trianoni békeszerződésig Pozsony vármegye Szenci járásához tartozott. Katolikus temploma 1935-ben épült, 2005-ben szentelték újjá. Napjainkban folyamatos a Pozsonyból kitelepülő lakosság beköltözése, 2006-ban 30 új telket parcelláztak fel.

## Népessége
| Év:            | 1994. | 2004.   | 2014.   | 2024.   |
| -------------- | ----- | ------- | ------- | ------- |
| Emberek száma: | 421   | 449     | 492     | 515     |
| Eltérés:       |       | +6,65 % | +9,57 % | +4,67 % |

| Év:            | 2023. | 2024.   |
| -------------- | ----- | ------- |
| Emberek száma: | 511   | 515     |
| Eltérés:       |       | +0,78 % |

1880-ban 152 lakosából 134 magyar és 13 szlovák anyanyelvű volt.
1890-ben 155 lakosából 137 magyar és 17 szlovák anyanyelvű volt.
1900-ban 189 lakosából 170 magyar és 18 szlovák anyanyelvű volt.
1910-ben 193 lakosából 186 magyar és 6 szlovák anyanyelvű volt.
1921-ben 190 lakosából 177 magyar és 13 csehszlovák volt.
1930-ban 247 lakosából 152 magyar és 90 csehszlovák volt, melyből mindenki római katolikus volt.
1941-ben 296 lakosából 262 magyar és 34 szlovák volt.
1991-ben 405 lakosából 182 magyar és 216 szlovák volt. 
2001-ben 448 lakosából 291 szlovák és 148 magyar volt.
2011-ben 462 lakosából 344 szlovák és 107 magyar volt.
2021-ben 492 lakosából 383 (+7) szlovák, 91 (+11) magyar, (+2) cigány, 9 (+2) egyéb és 9 ismeretlen nemzetiségű volt.

### Népességének nemzetiségek szerinti alakulása
| Dunajánosháza lakosságának nemzetiségi megoszlása | Dunajánosháza lakosságának nemzetiségi megoszlása | Dunajánosháza lakosságának nemzetiségi megoszlása |
| ------------------------------------------------- | ------------------------------------------------- | ------------------------------------------------- |
| szlovák                                           |                                                   | 6 fő (3%)                                         |
| magyar                                            |                                                   | 186 fő (96%)                                      |
| német                                             |                                                   | 1 fő (1%)                                         |
| egyéb                                             |                                                   | 0 fő (0%)                                         |
| *1910. évi népszámlálási adatok                   |                                                   |                                                   |

| Dunajánosháza lakosságának nemzetiségi megoszlása | Dunajánosháza lakosságának nemzetiségi megoszlása | Dunajánosháza lakosságának nemzetiségi megoszlása |
| ------------------------------------------------- | ------------------------------------------------- | ------------------------------------------------- |
| szlovák                                           |                                                   | 291 fő (65%)                                      |
| magyar                                            |                                                   | 148 fő (33%)                                      |
| német                                             |                                                   | 0 fő (0%)                                         |
| egyéb                                             |                                                   | 9 fő (2%)                                         |
| *2001. évi népszámlálási adatok                   |                                                   |                                                   |

| Dunajánosháza lakosságának nemzetiségi megoszlása | Dunajánosháza lakosságának nemzetiségi megoszlása | Dunajánosháza lakosságának nemzetiségi megoszlása |
| ------------------------------------------------- | ------------------------------------------------- | ------------------------------------------------- |
| szlovák                                           |                                                   | 344 fő (74%)                                      |
| magyar                                            |                                                   | 107 fő (23%)                                      |
| *2011. évi népszámlálási adatok                   |                                                   |                                                   |